# Manfred Gorr
Manfred Gorr (* 1953 in Merseburg) ist ein deutscher Schauspieler.

## Leben
Gorr besuchte von 1974 bis 1978 die Theaterhochschule Leipzig und gab sein Bühnendebüt 1978 am Rostocker Volkstheater, wo er auch als Regisseur tätig war. In der deutschen Rock-Oper Rosa Laub übernahm er bei der Premiere 1979 die Rolle des Karel, wobei er auch nicht nur als Schauspieler, sondern auch als Sänger auftrat. Nach verschiedenen Rollen in Fernsehfilmen und -serien des DFF spielte Gorr in den 1980er-Jahren auch in mehreren DEFA-Filmen mit. Im Kriminalfilm Die Beteiligten übernahm er 1989 eine Hauptrolle. Auch nach der Wende war Gorr im Fernsehen zu sehen, wobei er zumeist in Serien auftrat.
Neben Auftritten in Film und Fernsehen ist Gorr jedoch in erster Linie als Theaterschauspieler und -regisseur aktiv. Er erhielt Engagements unter anderem an der Herkuleskeule Dresden, dem Mittelsächsischen Theater Freiberg, dem Hessischen Landestheater Marburg und der Berliner Kneifzange. Im Rahmen der Störtebeker-Aufführungen auf der Freilicht-Naturbühne Ralswiek auf Rügen der Jahre 1980 und 1981 spielte er die Hauptrolle, den Rebellen Klaus Störtebeker. Sein Arbeitsmittelpunkt ist jedoch Rostock: Seit Mitte der 1990er-Jahre ist er regelmäßig an Inszenierungen der Rostocker Compagnie de Comédie beteiligt, die auf Komödien spezialisiert ist.

## Filmografie
- 1979: Addio, piccola mia
- 1981: Juristen[3]
- 1984: Der Lude
- 1986: Der Hut des Brigadiers
- 1986: Das Haus am Fluß
- 1986: Polizeiruf 110: Kein Tag ist wie der andere (TV-Reihe)
- 1987: Der Schwur von Rabenhorst
- 1987: Die Alleinseglerin
- 1987: Die erste Reihe (Fernsehfilm)
- 1989: Die gläserne Fackel (TV-Mehrteiler)
- 1989: Der Staatsanwalt hat das Wort – Wegen Todesfall geschlossen (TV-Serie)
- 1989: Die Beteiligten
- 1989: Polizeiruf 110: Der Wahrheit verpflichtet (TV-Reihe)
- 1990: Der kleine Herr Friedemann (TV)
- 1991: Luv und Lee (TV-Serie)
- 1993: Geschichten aus der Heimat – Beziehungskisten/Teufelsbräute/Der Hundertjährige (TV)
- 1993: Polizeiruf 110 – und tot bist du (TV-Reihe)
- 1994: Liebling Kreuzberg – Ein bisschen Gewalt (TV-Serie)
- 1995: Frauenarzt Dr. Markus Merthin – Bettruhe (TV-Serie)
- 1996: Immer wieder Sonntag – Schwarze Katze von links nach rechts (TV-Serie)
- 1996: Kurklinik Rosenau – Supermann fliegt wieder (TV-Serie)
- 1997: Aber ehrlich! (TV-Serie)
- 1997: Wilde Zeiten (TV-Serie)
- 1997: Sardsch – Bis aufs Blut (TV-Serie)
- 1998: Heimatgeschichten – Ein rettender Engel (TV-Serie)
- 1998: Abgehauen (TV)
- 1999: Tanja – Tanz auf dem Vulkan (TV-Serie)
- 1999: In aller Freundschaft (TV-Serie)
- 2000: Die Cleveren – Die Jagd (TV-Serie)
- 2000: Herzschlag – Das Ärzteteam Nord – Gewissensbisse (TV-Serie)
- 2001: Die Rettungsflieger
- 2001: Wie Feuer und Flamme
- 2002: Im Visier der Zielfahnder – Die Frau ohne Namen (TV-Serie)
- 2003: Berlin, Berlin – Aha (TV-Serie)
- 2006, 2011: SOKO Wismar (TV-Serie)